# 기초과학연구원
기초과학연구원(基礎科學硏究院, Institute for Basic Science, IBS)은 한국의 정부출연연구소로 세계적 수준의 기초과학연구 및 기초과학 기반 순수 기초연구를 수행함으로써 창조적 지식 및 원천기술 확보와 우수 연구인력 양성에 기여하는 것을 목적으로 2011년 11월 설립되었다. 대전광역시 유성구 엑스포로 55에 위치하고 있다.

## 설립과정
이명박 정부의 국제과학비즈니스벨트 조성사업의 일환으로 설립되었으며, 박근혜정부는 140대 국정과제 중 하나로 국제과학비즈니스벨트를 국가 신성장 거점으로 육성하겠다는 정책을 발표한 바 있다. 기초과학연구원은 이러한 과학벨트의 핵심 기관 역할을 수행하는 기관이다.
기초과학연구원 설립 당시 세계 주요 선진국들은 기초과학의 경제적 중요성과 사회적 파급효과에 대해 깊이 인식하고 있었다. 예를 들어 미국은 미국경쟁력강화계획(ACI, American Competitiveness Initiative)을 통해 3개 연방기관(NSF, NIST, DOE)의 기초연구 예산을 향후 10년간 2배로 증액 한다고 발표 한 바 있으며, 일본은 종합과학기술회의를 통해 후쿠시마 원전사고 이후 '제4기 과학기술기본계획('11~'`5)을 전면 재검토 하고 특히 기초연구 및 인재육성 강화를 별도로 다룬 바 있다. 중국의 경우 '제12차 5개년 계획'을 통해 장기적이고 체계적인 계획을 통해 기초연구를 수행하여 원천적 혁신능력 제고를 발표하였다. 무엇보다 기초과학의 중요성을 인지하고 있던 선진국들은 20세기 초부터 기초연구 전담기관을 설립 운영하며, 우수 인재 유치 및 육성과 연구몰입환경 구축을 위해 다양한 노력을 시도 해 왔다.
기초과학연구원의 설립은 응용 및 개발기술을 통한 국가경쟁력 제고는 한계 상황에 직면했다는 국가적 인식에서 시작되었다. 특히 기존의 기술추격형(fast following) 연구개발이나 2인자 전략(second-mover strategy)으로 기대되는 경제적 효용은 임계치에 도달했기 때문에, 보다 근원적인 기초연구에 집중함으로써 기초과학 강국으로서 국격 제고를 추구하겠다는 범 국민적 필요 의식이 설립의 중요한 원인이 되었다.

## 현황
기초과학연구원 본원은 현재 대전광역시 유성구에 있으며, '국제과학비즈니스벨트 기본계획' 수정('13.7)을 통해 기존의 둔곡지구에서 도룡지구로 2018년 이전하였다. 특히 과학기술정보통신부와 대전시는 과학벨트 거점지구 부지의 사용과 사이언스센터 조성 등을 포함하는 업무협약서를 체결('13.7) 하였고, 과학기술정보통신부는 개방형 시민 활용 공간을 포함한 '대전 엑스포공원 사이언스콤플렉스 조성방안'을 기획 중이다. 무엇보다 과학벨트를 세계적 과학혁신클러스터로 발전시키기 위해 기초과학연구원/중이온가속기를 지역 랜드마크화 하고, 우수인력 유치와 창의적 연구환경 조성을 위해 연구-교류-편의-휴식공간이 통합된 '스마트 캠퍼스형' 공간 조성을 계획하고 있다. 계획에 따르면 2021년까지 본원을 완공 할 계획이다.
연구를 수행하는 단위 주체는 연구단(research center)이며, 2020년 1월 현재 30개의 연구단이 운영 중이다. 연구단은 운영 형태에 따라 본원연구단, 캠퍼스연구단, 외부연구단으로 구분된다.

## 연구 영역
기초과학연구원은 기초과학 미지의 연구 영역에서 장기형(long-term), 대형, 집단 연구 형태로 연구를 수행하는 모델을 도입하였다. 즉, 대학이나 출연(연)이 수행하기 어려운, 긴 연구기간과 대규모 투자가 필요한 장기, 모험 연구를 전담하는 것이다. 독일 막스 플랑크 협회(MPG)나 일본 이화학연구소(RIKEN)가 바로 이 영역에서 기초과학 연구를 수행하고 있다. 기존의 대학 및 출연(연)과는 임무, 연구분야, 운영 형태 측면에서 다르다. 예를 들어 출연(연)은 연구회(국가과학기술연구회) 차원에서 응용 및 개발 연구 중심의 중규모의 프로젝트 기반 연구를 수행하고, 대학은 교수연구실 단위 중심의 기초 및 응용연구를 소규모 프로젝트 기반으로 수행한다.

## 설립 목적
- 세계 최고 수준의 기초과학연구로 기존 대학이나 출연(연)과 차별화된 대형･장기･집단 연구 수행
- 국제과학비즈니스벨트의 핵심 연구기관으로서 글로벌 기초과학 네트워크화
- 차세대 기초과학 연구리더 육성

## 주요 연혁
- 2011. 01.	｢국제과학비즈니스벨트 조성 및 지원에 관한 특별법｣ 공포
- 2011. 09. 기초과학연구원 설립 운영 기본계획 수립
- 2011. 11.	기초과학연구원 법인 설립 및 초대원장 취임
- 2012. 05.	개원식 및 1차 연구단장 선정
- 2012. 10.	2차 연구단장 선정
- 2013. 06.	3차 연구단장 선정
- 2013. 07.	과학벨트 거점지구 확대에 따라 IBS 본원을 엑스포 과학공원에 설치하기로 확정
- 2013. 10.	4차 연구단장 선정
- 2014. 09.	2대 김두철 원장 취임 (임기 '14.09.22. ~ '19.09.21.)
- 2014. 12.	5차 연구단장 선정
- 2015. 07.	25개 연구단 운영 중
- 2017. 04.	현재 28개 연구단 운영 중
- 2018. 01. 본원 이전
- 2019. 11. 3대 노도영 원장 취임

## 연구단
연구단은 기초과학연구원에서 기초과학연구를 독립된 공간에 집결해 수행하는 단위체계로, 2021년까지 50개 연구단을 구성할 계획이다. 대학 및 출연(연) 등 연구기관과 연계를 통한 개방과 혁신에 유연한 개방형 체계를 추구하고 있으며, 3가지 유형(본원연구단, 캠퍼스연구단, 외부연구단)으로 구분되어 운영 된다.
- 본원연구단: IBS 내부 조직으로 하여, 연구에 전념할 수 있는 전담기관의 장점 활용이 가능
- 캠퍼스연구단: 과학기술 특화대학 및 출연(연) 등과 연계운영을 통해 우수인재와 신진인력 지속적인 순환 체계 구축(KAIST 연합캠퍼스, GIST 캠퍼스, D.U.P 연합캠퍼스 등)
- 외부연구단: 국내외 대학, 연구기관 등 우수 연구집단이 보유한 역량을 유치기관과 공동으로 활용

연구단은 연구분야 별로 수학분야, 물리학분야, 화학분야, 생명과학분야, 지구과학분야, 융합연구분야로 구분할 수 있다.
- 수학분야: 기하학 수리물리 연구단, 수리 및 계산 과학 연구단 (이산수학그룹, 데이터사이언스그룹, 의생명수학그룹, 극단 조합 및 확률 그룹), 복소기하학연구단
- 물리분야: 강상관계 물질 연구단, 나노구조물리 연구단, 원자제어 저차원 전자계 연구단, 지하실험 연구단, 초강력 레이저과학 연구단, 액시온 및 극한상호작용 연구단, 순수물리이론 연구단, 복잡계 이론물리 연구단, 양자나노과학 연구단, 희귀 핵 연구단
- 화학분야: 첨단 반응동역학 연구단, 복잡계 자기조립 연구단, 나노입자 연구단, 분자활성 촉매반응 연구단, 다차원 탄소재료 연구단, 분자 분광학 및 동력학 연구단
- 생명과학분야: 시냅스 뇌질환 연구단, RNA 연구단, 인지 및 사회성 연구단 (사회성 뇌과학 그룹 보관됨 2020-08-14 - 웨이백 머신, 인지 교세포과학 그룹), 식물 노화·수명 연구단 보관됨 2021-05-09 - 웨이백 머신, 유전체 항상성 연구단 보관됨 2020-08-11 - 웨이백 머신, 혈관 연구단
- 지구과학분야: 기후물리 연구단
- 융합연구분야: 뇌과학 이미징 연구단, 첨단연성물질 연구단, 유전체교정연구단, 나노의학연구단, 바이오분자 및 세포구조연구단 (단백질 커뮤니케이션 그룹)

### 중이온가속기구축사업단
글로벌 연구 네트워크 및 우수인력 유치의 구심점 역할을 수행할 세계 최고 수준의 중이온가속기 라온을 구축하기 위한 사업단으로, 라온은 국제과학비즈니스벨트 및 기초과학연구원의 핵심 시설 중 하나이다.
중이온가속기 구축사업은 크게 중이온가속기 장치구축사업과 중이온가속기 시설건설사업으로 구분된다. 중이온가속기 장치구축사업은 고에너지(200MeV/u), 대전류(400 kW) 중이온 빔을 제공하는 선형가속기를 구축한다는 것으로, 세계 최초로 두 가지 ISOL방식(Isotope Separation On-Line: 두꺼운 표적에 양성자를 충돌시켜 대전류 저에너지 동위원소 빔 생성)과 IF방식(In-flight Fragmentation: 얇은 표적에 중이온을 충돌시켜 소전류 고에너지 동위원소 빔 생성)을 결합한 희귀동위원소 가속기가 건설된다.
중이온가속기 시설건설사업은 중이온가속기 및 실험장치의 안정적인 가동과 쾌적한 연구환경 조성을 위한 연구 지원시설을 건설하는 것으로, 가속기터널, 실험동, 지원시설동, 관리동, 이용자 숙소 등이 건설 된다.
건설은 2단계로 나눠 추진되며, 2021년에 건설구축사업이 완료될 예정이다.
- 1단계: 저에너지 희귀동위원소 발생장치(ISOL) 및 저에너지 핵과학 연구장치 제작 및 설치(~’19년)
- 2단계: 고에너지 희귀동위원소 발생장치(IF) 제작 설치 및 중이온가속기 건설구축사업 완료(~’21년)

## 역대 원장
| 대수 | 이름                          | 임기                          |
| ---- | ----------------------------- | ----------------------------- |
| 초대 | 오세정(吳世正) (Oh Se-jung)   | 2011년 11월 25일 ~ 2014년 2월 |
| 2 대 | 김두철(金斗哲) (Kim Doochul)  | 2014년 9월 ~ 2019년 9월       |
| 3 대 | 노도영(魯都永) (Noh Do Young) | 2019년 11월 ~ 현재            |

## 같이 보기
- 국제과학비즈니스벨트
- 국가수리과학연구소
- 라온 (중이온가속기)